# Cerkiew św. Włodzimierza w Mariańskich Łaźniach
Cerkiew św. Włodzimierza – cerkiew prawosławna w Mariańskich Łaźniach, wzniesiona w 1902. Obecnie jest to świątynia parafialna w archidekanacie karlowarskim eparchii praskiej Kościoła Prawosławnego Czech i Słowacji.

## Historia
Od początku XX wieku Mariańskie Łaźnie (ówczesny Marienbad) były popularnym ośrodkiem wypoczynkowym wśród zamożnych Rosjan. W 1825 przeprowadzili oni zbiórkę pieniędzy na budowę prawosławnej świątyni, z której mieliby korzystać. Ostatecznie jednak do jej wzniesienia nie doszło. Dopiero w 1860 na potrzeby kuracjuszy rosyjskich powstała kaplica domowa, przeniesiona 18 lat później do ratusza miejskiego. Nabożeństwa w niej odbywały się jedynie w czasie sezonu turystycznego, odprawiał je kapłan przyjeżdżający z cerkwi w Weimarze. W 1881 Rosjanie ponownie powołali komitet zbierający pieniądze na budowę wolno stojącej cerkwi w Marienbadzie, jednak dziesięć lat później bank, w którym przechowywano kwotę już zgromadzoną, zbankrutował. Ostatecznie w 1899 społeczność rosyjska zdołała wykupić działkę o powierzchni ośmiuset metrów kwadratowych, zaś 11 czerwca 1900 odbyła się uroczystość położenia kamienia węgielnego. Projekt świątyni wykonał Nikołaj Sułtanow, zaś pracami budowlanymi kierował Gustaw Wiedermann. Gotowy budynek poświęcił 25 czerwca 1902 ks. Aleksy Malcew. Cerkiew nie była świątynią parafialną, lecz została świątynią pomocniczą parafii św. Symeona w Dreźnie, a od 1906 – w Weimarze. Po wybuchu I wojny światowej nabożeństwa niemal całkowicie ustały. W latach 20. XX wieku, z inicjatywy biskupa Sergiusza (Korolowa), ponownie były odprawiane w czasie sezonu turystycznego. 5 maja 1939 obiekt został administracyjnie odebrany Zachodnioeuropejskiemu Egzarchatowi Rosyjskiego Kościoła Prawosławnego i przekazany eparchii berlińskiej i niemieckiej Rosyjski Kościół Prawosławny poza granicami Rosji. Świątynia była czynna w czasie II wojny światowej.
W 1945 obiekt został siedzibą parafii, gdyż w okolice Mariańskich Łaźni została przesiedlona grupa prawosławnych Czechów z Wołynia. Administratorem obiektu ponownie został Zachodnioeuropejski Egzarchat Rosyjskiego Kościoła Prawosławnego, od 1946 – Egzarchat Czechosłowacki, zaś po autokefalizacji Kościoła Czechosłowacji w 1951 właśnie ta struktura.

## Związani z cerkwią
Jednym z kapłanów służących w świątyni w czasie II wojny światowej był Aleksander (Inoziemcow), wcześniej biskup pińsko-poleski w Polskim Autokefalicznym Kościele Prawosławnym.
W latach 1958–1998 proboszczem cerkwi w Mariańskich Łaźniach był ks. Radivoj Jakovljevič, po złożeniu ślubów mniszych Symeon, późniejszy arcybiskup ołomuniecko-brneński.